# Tossal de l'Àguila
El Tossal de l'Àguila és una muntanya de 830 metres d'altura, ubicada al terme municipal de Banyeres de Mariola, a la comarca de l'Alcoià.
Se situa al límit entre la separació de conques del Vinalopó i del Xúquer.